# 謝爾賓斯基空間
在數學上，謝爾賓斯基空間（Sierpiński space，又稱兩點連通空間（connected two-point set））是一個包含兩個元素的有限拓樸空間，其中只有一個元素是閉合的。這個空間是所有非密着且非离散的拓樸空間中最小的，而這空間以波蘭數學家瓦茨瓦夫·谢尔宾斯基的姓氏為名。
因為謝爾賓斯基空間在斯科特拓樸當中，是開集的分類空間（classifying space）之故，因此這集合在可计算性理论和語意處理上有重要的應用。

## 定義及基本性質
謝爾賓斯基空間{\displaystyle S}是一個其點集合為{\displaystyle \{0,1\}}的拓樸空間，其所有的開集如下：
{\displaystyle \{\varnothing ,\{1\},\{0,1\}\}.}
其所有的閉集如下：
{\displaystyle \{\varnothing ,\{0\},\{0,1\}\}.}
也就是說，其單點集{\displaystyle \{0\}}是閉集，而其單點集{\displaystyle \{1\}}是開集，另外此處的{\displaystyle \varnothing }代表空集合。
此空間的閉包如下：
{\displaystyle {\overline {\{0\}}}=\{0\},\qquad {\overline {\{1\}}}=\{0,1\}.}
一個有限的拓樸空間亦可由其特殊化预序唯一定義，當中，這预序是一個偏序，其形式如下：
{\displaystyle 0\leq 0,\qquad 0\leq 1,\qquad 1\leq 1.}

## 拓樸性質
謝爾賓斯基空間{\displaystyle S}是特定點拓樸（particular point topology）（謝爾賓斯基空間的特定點為1）和排除點拓樸（excluded point topology）（謝爾賓斯基空間的排除點為0）的一個特殊例子，因此謝爾賓斯基空間和這兩類拓樸空間有許多共通之處。

### 分離性
- 在謝爾賓斯基空間中，0和1這兩點是拓撲可區分的，這是因為{\displaystyle \{1\}}是一個只包含這兩者其中一點的開集之故，因此謝爾賓斯基空間是一個柯爾莫果洛夫空間（{\displaystyle T_{0}}空間）。
- 然而謝爾賓斯基空間不是一個{\displaystyle T_{1}}空間，這是因為{\displaystyle \{1\}}這個單點集不是閉集之故，也因此謝爾賓斯基空間不是豪斯多夫空間或{\displaystyle T_{n}}空間（其中{\displaystyle n\geq 1}）。
- 然而謝爾賓斯基空間不是正則空間或完全正则空间，這是因為1這個點及其不相交集合{\displaystyle \{0\}}不能以鄰域分離之故（另外點能以鄰域分離的{\displaystyle T_{0}}空間是豪斯多夫空間）。
- 然而謝爾賓斯基空間可視為正规空间和完全正规空间，這是因為這空間中沒有非空的分离集合所致。
- 然而謝爾賓斯基空間不是完美正规空间，這是因為其彼此不相交的閉合{\displaystyle \varnothing }和{\displaystyle \{0\}}無法由函数完全分离所致。事實上，謝爾賓斯基空間的{\displaystyle \{0\}}不能是任何連續函數{\displaystyle S\to R}的零集（zero set），而這是因為任何這樣的連續函數都是常函數所致。

### 連通性
- 謝爾賓斯基空間同時是個超連通空間（Hyperconnected space）（這是因為其所有的非空開集都包含1所致）和特連通空間（Ultraconnected space）（這是因為其所有的非空閉集都包含0所致）。
- 謝爾賓斯基空間是個連通空間和道路连通空间。
- 一條連通謝爾賓斯基空間當中的0和1的道路{\displaystyle f:I\to S}可定義如次：{\displaystyle f(0)=0}且對於所有的{\displaystyle t>0}而言{\displaystyle f(t)=1}，這個函數是連續的，因為{\displaystyle f^{-1}(1)=(0,1]}在{\displaystyle I}是開集。
- 和所有的有限拓樸空間一樣，謝爾賓斯基空間是個局部道路連通空間。
- 謝爾賓斯基空間是個可壓縮空間（contractible space），因此其基本群是個當然群（這點對高階同倫群（higher homotopy groups）也成立）。

### 緊緻性
- 和所有有限拓樸空間一樣，謝爾賓斯基空間是個緊緻空間和第二可數空間。
- 謝爾賓斯基空間的緊子集{\displaystyle \{1\}}不是閉集，而這顯示了{\displaystyle T_{0}}空間的緊集不必然是閉集。
- 任何謝爾賓斯基空間的開覆蓋都必然包含謝爾賓斯基空間本身，這是因為謝爾賓斯基空間為0的唯一的開鄰域之故，因此任何的謝爾賓斯基空間的開覆蓋都有包含一個集合的子覆蓋，就是{\displaystyle \{S\}}。
- 而這表示說謝爾賓斯基空間是個滿正規空間（fully normal space，仿紧空间的一個子類）。[4]

### 收斂性
- 任何謝爾賓斯基空間當中的序列都收斂至0，這是因為在謝爾賓斯基空間當中，0唯一的鄰域是謝爾賓斯基空間本身。
- 在謝爾賓斯基空間當中一個序列收斂至1，當且僅當該序列僅有有限多項為0。
- 在謝爾賓斯基空間當中，1是某序列的一個聚集点，當且僅當該序列包含無限多項的1。
- 例子如下：
  - 1不是{\displaystyle (0,0,0,0,...)}這序列的聚集点。
  - 1是{\displaystyle (0,1,0,1,0,1,...)}這序列的聚集点1，但並非極限點。
  - {\displaystyle (1,1,1,1,...)}這序列同時收斂至0和1。

### 度量化可能性
- 謝爾賓斯基空間不是可度量化的空間，甚至也不是可偽度量化的空間，這是因為任何偽度量化的空間都必須是完全正则空间，而謝爾賓斯基空間就連正则空间都不是之故。
- 謝爾賓斯基空間可由偽擬度量生成，其中{\displaystyle d(0,1)=0}且{\displaystyle d(1,0)=1}。

### 其他性質
- 謝爾賓斯基空間只有三個映至自身的連續函數：恆等函數、兩個分別映至0和1的常函數。
- 而這表示說謝爾賓斯基空間的同胚群（英语：homeomorphism group）是當然群。

## 映至謝爾賓斯基空間的連續函數
設{\displaystyle X}是一個任意集合，那麼一般會將所有從{\displaystyle X}映至{\displaystyle \{0,1\}}的函數的集合給記做{\displaystyle 2^{X}}，這些函數即是{\displaystyle X}的指示函数，所有的指示函数都有如下的形式：
{\displaystyle \chi _{U}(x)={\begin{cases}1&x\in U\\0&x\not \in U\end{cases}}}
在其中{\displaystyle U}是{\displaystyle X}的一個子集。換句話說{\displaystyle 2^{X}}這個函數的集合和{\displaystyle X}的幂集{\displaystyle P(X)}間，有著雙射的關係。每個{\displaystyle X}的子集{\displaystyle U}都有自己的指示函数{\displaystyle \chi _{U}}，而每個從{\displaystyle X}映至{\displaystyle \{0,1\}}的函數都有如此的形式。
現在假定{\displaystyle X}是個拓樸空間，而{\displaystyle \{0,1\}}有著謝爾賓斯基拓樸，那麼{\displaystyle \chi _{U}:X\to S}是個連續函數，當且僅當{\displaystyle \chi _{U}^{-1}(U):X\to S}在{\displaystyle X}中是個開集；然而根據定義，我們有
{\displaystyle \chi _{U}^{-1}(1)=U.}
因此{\displaystyle \chi _{U}}是個連續函數，當且僅當{\displaystyle U}在{\displaystyle X}中是個開集。
假定{\displaystyle C(X,S)}是所有從{\displaystyle X}映至{\displaystyle S}的連續函數的集合，並假定{\displaystyle T(X)}是{\displaystyle X}的拓樸（也就是所有開集的集族），那麼就存在一個從{\displaystyle T(X)}映至{\displaystyle C(X,S)}的雙射，這映射會將{\displaystyle U}映至{\displaystyle \chi _{U}}之上。
{\displaystyle C(X,S)\cong {\mathcal {T}}(X)}
也就是說，假若將{\displaystyle 2^{X}}和{\displaystyle P(X)}對等，那麼其連續映射的子集{\displaystyle C(X,S)\subset 2^{X}}會是{\displaystyle T(X)\subset P(X)}的拓樸。
一個特別值得注意的例子是在對偏序集合的斯科特拓樸中，謝爾賓斯基空間會在指示函数保持定向连接（directed join）的狀況下，成為其開集的分類空間。

### 范畴论的描述
上述的結構可以用范畴论的語言很好地表達。有個從拓撲空間範疇到集合范畴的反變函子{\displaystyle T:Top\to Set}將每個拓樸空間{\displaystyle X}給指派給其開集的集合{\displaystyle T(X)}，並將每個連續函數{\displaystyle f:X\to Y}給指派給其原像：
{\displaystyle f^{-1}:{\mathcal {T}}(Y)\to {\mathcal {T}}(X).}
而相關敘述如下：{\displaystyle T}這個函子由{\displaystyle (S,\{1\})}表示，其中{\displaystyle S}為謝爾賓斯基空間，也就是說，{\displaystyle T}和同態函子（Hom functor）{\displaystyle Hom(-,S)}間有著自然同構，而這自然同構由泛元素{\displaystyle \{1\}\in T(S)}決定，而這可由预层的概念一般化。

### 初拓扑
任何的拓樸空間{\displaystyle X}都有由映至謝爾賓斯基空間的連續函數的集族{\displaystyle C(X,S)}所引致的初拓扑。事實上，若要將{\displaystyle X}的拓樸變得更加粗糙，那就必須將一些開集給移除；然而若將開集{\displaystyle U}給移除，那麼{\displaystyle \chi _{U}}這個函數就會變得不連續，因此在{\displaystyle C(X,S)}當中的每個函數都連續的情況下，{\displaystyle X}有著最粗糙的拓樸。
函數的集族{\displaystyle C(X,S)}區分{\displaystyle X}上的點，當且僅當{\displaystyle X}是個{\displaystyle T_{0}}空間。{\displaystyle x}和{\displaystyle y}這兩點可由指示函数{\displaystyle \chi _{U}}區分，當且僅當開集{\displaystyle U}包含其中一點但不同時包含兩者。這也就是{\displaystyle x}和{\displaystyle y}拓樸可區分的確實含意。
也就是說，若{\displaystyle X}是個{\displaystyle T_{0}}空間，那就可以將{\displaystyle X}給嵌入謝爾賓斯基空間的积空间中，在其中對於每個{\displaystyle X}的開集{\displaystyle U}而言，都有一個{\displaystyle S}的複本與之對應。其嵌入函數
{\displaystyle e:X\to \prod _{U\in {\mathcal {T}}(X)}S=S^{{\mathcal {T}}(X)}}
可由下列函數得出：
{\displaystyle e(x)_{U}=\chi _{U}(x).\,}
由於{\displaystyle T_{0}}空間的子空間和积空间還是{\displaystyle T_{0}}空間之故，因此一個拓樸空間是{\displaystyle T_{0}}空間，當且僅當其與謝爾賓斯基空間的积空间的某個子空間同胚。

## 在代數幾何中
在代數幾何中，謝爾賓斯基空間會作為{\displaystyle \mathbb {Z} _{p}}（整數在質數{\displaystyle p}生成的素理想上的局部化）之類的離散賦值環（Discrete valuation ring）{\displaystyle R}的譜{\displaystyle Spec(R)}出現。其中{\displaystyle Spec(R)}起自零理想的一般點（generic point）會對應至開集點1；而{\displaystyle Spec(R)}起自極大理想的特殊點（special point）會對應至閉集點0。

## 註解
1. ↑  nLab的Sierpinski space條目
2. ↑  一篇網路文章解釋了為何拓樸學可用在電腦科學中對「概念」的研究之上，詳情可見Alex Simpson的《Mathematical Structures for Semantics （页面存档备份，存于）》一文的第三章《Topological Spaces from a Computational Perspective （页面存档备份，存于）》，其中的「參照」一節提供了許多網路上關於域理论的文章。
3. ↑  Escardó, Martín. . Electronic Notes in Theoretical Computer Science 87. Elsevier. 2004.
4. ↑  Steen和Seebach二氏錯誤地認為謝爾賓斯基空間不是滿正規空間（或以其術語來說，不是滿{\displaystyle T_{4}}空間）。
5. ↑  nLab的Scott topology條目
6. ↑  Saunders MacLane, Ieke Moerdijk, Sheaves in Geometry and Logic: A First Introduction to Topos Theory, (1992) Springer-Verlag Universitext ISBN 978-0387977102